# 페소

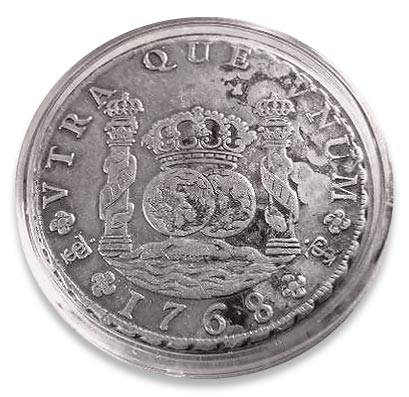

페소(스페인어: peso, 문화어: 뻬소)는 스페인계의 화폐 단위이다. 1페소는 100센타보이다. 화폐기호는 $, ₱고, 페소의 화폐기호 $를 딸라(달러)까지 쓰게 된 것이다.
- 도미니카 페소
- 멕시코 페소
- 아르헨티나 페소
- 우루과이 페소
- 칠레 페소
- 콜롬비아 페소
- 쿠바 페소
- 필리핀 페소